# Shopgirl
Shopgirl ist eine US-amerikanische Filmkomödie von Anand Tucker aus dem Jahr 2005. Das Drehbuch schrieb Steve Martin anhand des eigenen Romans.

## Handlung
Mirabelle Buttersfield arbeitet in einer Filiale des Kaufhauses Saks in Beverly Hills. Sie träumt von einer Karriere als Künstlerin. Fast gleichzeitig lernt sie Ray Porter und Jeremy Kraft kennen. Kraft, der ebenfalls Künstler werden will, verliebt sich in sie. Von Porter bekommt sie wertvolle Geschenke, er verhält sich aber auch abweisend.
Kraft und seine Band gehen auf eine Tour. Buttersfield wird von Porter enttäuscht. Sie kündigt ihre Arbeit im Kaufhaus und findet eine Stelle in einer Kunstgalerie. Kraft kehrt von der Tour zurück und trifft sich wieder mit Buttersfield, die seine Freundin wird. Sie wird auch als Künstlerin erfolgreich. Auf einer Kunstveranstaltung sieht sie zufällig noch einmal Porter, der ihr offenbart, dass er sie liebte.

## Produktion, Veröffentlichung
Der Film wurde in Los Angeles und in Seattle gedreht. Der ausführende Produzent war Andrew Sugerman.
Seine Weltpremiere hatte der Film am 9. September 2005 auf dem Toronto Film Festival. Der Film spielte in den Kinos der USA ca. 10,3 Millionen US-Dollar ein.

## Rezeption

### Kritiken
Roger Ebert schrieb in der Chicago Sun-Times vom 28. Oktober 2005, der Film sei „zärtlich“ und „tief blickend“. Er argumentiere, dass man weder die Liebe aufzwingen noch einen anderen Menschen dazu bewegen könne, die eigenen Bedürfnisse und Sehnsüchte zu übernehmen.
Das Lexikon des internationalen Films schrieb: „Unterhaltsame romantische Komödie nach einem Roman des Schauspielers Steve Martin, der auch das Drehbuch schrieb und in die Rolle des (zu alt gewordenen) Galans schlüpfte. Unter der konzentrierten Regie entwickelt sich verhaltener Humor mit nachdenklichen Momenten.“

### Auszeichnungen
Steve Martin, Claire Danes, Jason Schwartzman und der Film als Beste Komödie wurden im Jahr 2005 für den Satellite Award nominiert. Nancy Steiner wurde 2006 für die Kostüme für den Costume Designers Guild Award nominiert.